# Асуан (област)
Асуан (на арабски: أسوان) е мухафаза в Южен Египет, разположена по двата бряга на река Нил. Граничи със Судан на юг и с областите Уади ал Джадид на запад, Кена на север и Червено море на изток. Административен център е град Асуан.